# Kiến trúc phần mềm
Kiến trúc phần mềm của một chương trình máy tính hay một hệ thống tính toán là cấu trúc của các thành phần trong hệ thống đó. Kiến trúc phần mềm bao gồm các phần tử phần mềm, các thuộc tính và mối quan hệ giữa chúng. Ngoài ra, thuật ngữ "kiến trúc phần mềm" cũng đề cập đến các tài liệu kiến trúc phần mềm của một hệ thống, thuận tiện cho việc trao đổi thông tin giữa các thành viên trong một dự án. Kiến trúc phần mềm giúp việc quyết định ở mức cao trong thiết kế phần mềm dễ dàng hơn và cho phép tái sử dụng các thành phần và mẫu thiết kế của các dự án.

## Tổng quan
Lĩnh vực khoa học máy tính trải qua sự kết hợp các vấn đề cùng với sự phức tạp của cấu trúc. Lúc đầu, sự phức tạp được giải quyết bởi người phát triển bằng cách lựa chọn các cấu trúc dữ liệu đúng đắn, phát triển các thuật toán và áp dụng các thuật toán để chia nhỏ các vấn đề. Thuật ngữ kiến trúc phần mềm liên quan đến sự mới mẻ của ngành công nghiệp này, nhưng nguyên tắc cơ bản của nó đã được áp dụng bởi các chuyên gia tiên phong trong ngành công nghệ phần mềm từ những năm 1980. Các cố gắng ban đầu để nắm bắt và giải thích kiến trúc phần mềm của một hệ thống thường không chính xác và chưa được tổ chức rõ ràng. Nó được mô tả bởi các lược đồ "box and line" gồm một tập hợp các hộp và các đường kẻ. 
Trong những năm 1990, đã có một số nỗ lực tập trung để xác định và hệ thống hoá các khía cạnh cơ bản của môn học. Nhiều khái niệm của mẫu thiết kế (Design Pattern), kiểu dáng (styles), các ngôn ngữ đặc tả và luận lý hình thức (formal logic) đã được phát triển trong thời gian này.
Khái niệm "Kiến trúc phần mềm" tập trung vào việc giảm tải các phức tạp bằng cách trừu tượng hóa vấn đề và phân chia rõ trách nhiệm công việc. Tuy vậy, đến ngày nay vẫn chưa có một khái niệm thật chính xác và rõ ràng cho thuật ngữ "Kiến trúc phần mềm".
Như vậy mặc dù khái niệm "Kiến trúc phần mềm" đã xuất hiện trong các giảng đường đại học và được đưa vào sử dụng trong ngành công nghệ phần mềm, nhưng việc nó vẫn chưa có các quy tắc, luật lệ chung và chưa rõ ràng nên thiết kế kiến trúc phần mềm vẫn là một sự pha tạp giữa "khoa học" và "nghệ thuật". Vẻ "nghệ thuật" của kiến trúc phần mềm được lý giải là do có sự xuất hiện của các yêu cầu phi chức năng của hệ thống mà phần mềm phải đáp ứng được các yêu cầu này, chẳng hạn như các yêu cầu về các thuộc tính chất lượng . Ngoài ra, phần mềm còn phải thỏa mãn các yêu cầu khác như: khả năng chịu lỗi, tính tương thích với các phiên bản cũ của các phần mềm khác (backward compatibility ), khả năng mở rộng, tính tin cậy, khả năng bảo trì, tính hiện hữu, tính bảo mật, tính dễ dùng, và một số các yêu cầu khác nữa .
Để chuyển các quan điểm, yêu cầu của người sử dụng sang kiến trúc phần mềm, cần phải tiến hành một số bước tìm hiểu, tham khảo các yêu cầu riêng và các sở thích riêng của từng loại người dùng phần mềm. Ngoài ra còn phải tìm hiểu, tham khảo các ý kiến của đội phát triển phần mềm, đội bảo trì phần mềm, đội kiểm thử, đội triển khai phần mềm. Vì lẽ đó, kiến trúc phần mềm phải là nơi thỏa mãn được các quan điểm, các yêu cầu của những nguồn khác nhau. Và điều đó cũng đặt ra yêu cầu cho việc phải đảm bảo ngay từ giai đoạn xây dựng kiến trúc phần mềm, đã phải thỏa mãn các quan điểm, yêu cầu của những nguồn khác nhau; trước khi giai đoạn phát triển phần mềm được thực hiện.

## Lịch sử
Nguồn gốc của kiến trúc phần mềm như một ý tưởng được giới thiệu đầu tiên trong nghiên cứu của Edsger Dijkstra năm 1968 và David Parnas đầu những năm 1970. Các nhà khoa học nhấn mạnh rằng cấu trúc của một hệ thống phần mềm rất quan trọng và đạt được cấu trúc đúng đắn là một yếu tố quyết định. Các nghiên cứu về lĩnh vực này ngày càng nhiều và trở nên phổ biến từ đầu những năm 1990 cùng với các nghiên cứu tập trung vào các mẫu thiết kế (pattern), ngôn ngữ đặc tả kiến trúc (Architecture Description Languages), tài liệu kiến trúc và các phương pháp chính thức.
Các viện nghiên cứu đóng vai trò quan trọng trong nghiên cứu môn học kiến trúc phần mềm. Mary Shaw và David Garlan của viện nghiên cứu Carnegie Mellon đã viết cuốn sách "Software Architecture: Perspectives on an Emerging Discipline" vào năm 1996, mang đến các khái niệm tiến bộ trong kiến trúc phần mềm như thành phần (component), kết nối (connector), kiểu (style) và nhiều thứ nữa. Trường đại học tổng hợp California, viện nghiên cứu phần mềm Irvine cũng có nhiều nỗ lực trong nghiên cứu kiến trúc phần mềm, chủ yếu hướng vào các kiểu kiến trúc, ngôn ngữ đặc tả kiến trúc và các kiến trúc động.
Một trong những chuẩn đầu tiên trong kiến trúc phần mềm là chuẩn ANSI/IEEE 1471-2000 được ISO chấp nhận như ISO/IEC DIS 25961.

## Lý giải sự quan trọng của kiến trúc phần mềm
Có ba lý do chính  để giải thích tầm quan trọng của kiến trúc phần mềm:

### Hỗ trợ việc giao tiếp
Hỗ trợ việc giao tiếp với các thành viên trong dự án. Kiến trúc phần mềm tái hiện một vẻ bề ngoài trừu tượng của hệ thống. Với sự trừu tượng hóa hệ thống với các khái niệm dễ hiểu, những thành viên trong dự án sẽ chỉ cần vận dụng các kiến thức cơ bản của mình về hệ thống trong việc tìm hiểu, dàn xếp, phối hợp làm việc, và bàn bạc trao đổi với nhau.

### Giúp ra quyết định sớm hơn
Việc ra quyết định được thực hiện sớm hơn. Kiến trúc phần mềm biểu thị các quyết định thiết kế dành cho hệ thống. Như vậy các đội tham gia phát triển, triển khai, kiểm thử và bảo trì phần mềm cũng như các nhóm người dùng và các cấp quản lý sẽ có cái nhìn tổng quan hơn cũng như sớm hơn về hệ thống ngay từ khi nó còn sơ khai. Mỗi đội đó sẽ có các đóng góp ý kiến của mình, các đề xuất cũng như các phản bác của mình khi mọi chuyện chưa quá muộn. Nếu không có quyết định sớm, thì khi phần mềm đã được xây dựng hoàn chỉnh hoặc khá hoàn chỉnh mà đột ngột xuất hiện các yêu cầu thay đổi từ phía nhóm này hoặc nhóm khác, ngoài việc gây trì trệ cho tiến độ công việc mà còn có thể gây ra tâm lý căng thẳng, mâu thuẫn giữa các đội tham gia trong dự án.

### Tính khả chuyển cho hệ thống
Kiến trúc phần mềm không phụ thuộc vào một ngôn ngữ cụ thể nào cả mà chỉ tuân theo một số chuẩn của các ngôn ngữ đặc tả nó. Ngoài ra, kiến trúc phần mềm khi được xây dựng cho một hệ thống, nó tạo thành một mô hình có sự gắn kết tương đối với hệ thống. Kiến trúc phần mềm còn chỉ ra cách thức mà phần mềm làm việc với hệ thống. Do vậy, khi ta muốn chuyển phần mềm sang làm việc ở các hệ thống khác có những điểm tương đồng nhất định với hệ thống cũ thì phần mềm này cũng sẽ có các thuộc tính chất lượng và các yêu cầu chức năng được đảm bảo là không quá khác so với khi tồn tại ở hệ thống cũ.

## Mô tả kiến trúc phần mềm

### Ngôn ngữ đặc tả kiến trúc
Ngôn ngữ đặc tả kiến trúc ADL (Architecture Description Languages) được sử dụng để mô tả một kiến trúc phần mềm. Có nhiều ngôn ngữ ADL khác nhau được phát triển bởi các tổ chức như Wrigh (được phát triển bởi Carnegie Mellon), ACME (Carnegie Mellon), xADL (UCI), Darwin (Imperial College London), DAOP-ADL (Trường đại học Málaga - Tây Ban Nha). 
Các thành phần cơ bản của một ngôn ngữ ADL là thành phần, kết nối và cấu hình hệ thống.

### Các khung nhìn
Một số khung nhìn phổ biến là:
- Khung nhìn theo các chức năng/view logic (Functional/logic view)
- Khung nhìn theo mã nguồn (Code view)
- Khung nhìn theo tư tưởng phát triển/ cấu trúc (Development/structural view)
- Khung nhìn về xử lý đồng thời /tiến trình / thread (Concurrency/process/thread view)
- Khung nhìn vật lý /view triển khai / (Physical/deployment view)
- Khung nhìn theo hành động người sử dụng (User action/feedback view)